# Cooperador necesario
En Derecho penal, se entiende como cooperador necesario al que sin ser autor de un delito coopera a su ejecución con un acto sin el cual no se hubiera efectuado el mismo.

## Antecedentes
En la teoría del delito del Derecho penal, por un lado está el autor que es la persona que retiene en sus manos el poder para determinar el sí y el cómo del acontecer delictivo y por otra los partícipes. 
Las formas generales de participación en un delito son tres, la inducción, la cooperación necesaria y la complicidad. Ninguna de estas tres figuras es el autor pero contribuyen intencionalmente a un hecho antijurídico ajeno y su responsabilidad deriva de la responsabilidad  del  autor.   
De esta manera, el cooperador necesario no realiza la acción típica del acto que supone el delito y por tanto no es estrictamente su autor, pero interviene de manera fundamental con una actuación sin la cual no se podría haber cometido el mismo.
Tanto al inductor como al cooperador necesario se le suele castigar, en los ordenamientos jurídicos, como si fuera autor. Desde el punto de vista del merecimiento de pena o de la  necesidad de castigar conforme a consideraciones de prevención general o especial, no  existen razones que puedan justificar castigar con menos severidad al inductor o al cooperador necesario que al verdadero autor.
Esto no significa, que los inductores o cooperadores necesarios sean autores stricto sensu. En vista de que su contribución consiste en ayudar a la 
comisión de un hecho delictivo ajeno, tanto el inductor como el cooperador necesario han de considerarse partícipes y no autores del delito independientemente  de que por razones de merecimiento de pena o prevención se les imponga la misma pena que al autor.

## Complicidad y cooperación necesaria
Cuando la cooperación a la ejecución del hecho se produce con actos anteriores o simultáneos al delito, pero no es necón de la legisesaria para su realización, nos encontramos ante la figura del cómplice. 
En vista de que la ayuda proporcionada por el cooperador no necesario (cómplice) se considera de poca monta, en muchos países, se le castiga con menos severidad que a los autores. Esto  tiene sentido, pues el que contribuye con un acto que no es necesario para la comisión del delito no es tan peligroso como el autor o no merece la misma pena que éste.
El criterio más extendido para establecer cuando se produce la cooperación necesaria se considera que para esta debe tratarse de una conducta con eficacia causal, a diferencia de la complicidad, que revestiría la forma de una conducta con eficacia meramente condicional. Existiría, pues, cooperación necesaria siempre que la conducta del cooperador haya sido condición precisa para que la ejecución pudiera llevarse a efecto tal y como se ha llevado.
El problema principal en este ámbito es determinar cuándo se está ante un acto esencial para la consumación del delito que debe catalogarse de cooperación necesaria y cuando ante un acto no esencial para la consumación del delito que debe calificarse de cooperación no necesaria.

## Cooperador necesario en el delito fiscal
Se entiende, por la mayoría de la doctrina que el delito fiscal es un delito especial propio, en el sentido de que únicamente puede ser perpetrado por el obligado tributario. Esta naturaleza no excluye la participación en este delito de personas, como podría ser el asesor fiscal, en calidad de cooperador necesario, en el que se dan las características y condiciones exigidas para el autor. El asesor partícipe ataca de forma mediata e indirecta el mismo bien jurídico pero carece de la especial cualificación que posee el autor, pudiendo ser calificado por su actuación como cooperador necesario o simplemente como cómplice. En este sentido, es destacable el reproche que efectuó el Tribunal Supremo de España a la fiscalía y a la abogacía del Estado, por no haber formulado acusación contra los asesores fiscales que intervinieron en el diseño de las operaciones, en el caso de delito contra la Hacienda Pública del futbolista, Lionel Messi.

## Regulación en España
El artículo 28 del Código Penal español establece que son autores quienes realizan el hecho por sí solos, conjuntamente o por medio de otro del que se sirven como instrumento y después especifica que también serán considerados autores, junto a los inductores, los que cooperan a su ejecución con un acto sin el cual no se habría efectuado.